# 傑佛遜 (阿肯色州傑佛遜縣)
傑佛遜（英語：Jefferson）是位於美國阿肯色州傑佛遜縣的一個非建制地區。該地的面積和人口皆未知。

## 地理
傑佛遜的座標為34°22′50″N 92°09′51″W / 34.38056°N 92.16417°W，而該地的平均海拔高度為105米（即344英尺）。